# José de Bronckhorst
 (septembre 2024).
José de Bronckhorst, comte de Gronsfeld, est un diplomate belge du XVIIIe siècle ; il a inventé le chiffre de Gronsfeld.
Sa position importante dans la diplomatie lui imposait de transmettre et de conserver certaines informations secrètes. Vers l'an 1744, il mit au point son propre système de chiffrement inspiré du chiffre de César. Son système résiste à l'analyse de fréquences. Cette méthode de chiffrement est une variante du chiffre de Vigenère. Comme clé de chiffrement, cette méthode utilise une série de nombres au lieu d'une série de lettres. Cependant, le chiffre de Vigenère ayant été cassé en 1863 par le major prussien Friedrich Kasiski, cette méthode n'offre plus aucune sécurité.

## Principe du chiffrement
Le principe est simple, on remplace chaque caractère du texte clair (le texte clair est le message à chiffrer) par le caractère qui se trouve un nombre de positions plus loin dans l'alphabet, le nombre de positions dépendant de la clé. Par exemple, si la clé est 12345 et le texte clair est Bonjourtoi, on décale le B de 1 position (il devient C), on décale le o de 2 positions (il devient q), etc.
| Texte en clair : | B | o | n | j | o | u | r | t | o | i |
| Clé répétée :    | 1 | 2 | 3 | 4 | 5 | 1 | 2 | 3 | 4 | 5 |
| Texte chiffré :  | C | q | q | n | t | v | t | w | s | n |

On répète la clé autant de fois que nécessaire. Plus la clé est longue (relativement à la longueur du message), plus le message est difficile, voire impossible à casser. À l’extrême, une clé aussi longue que le message à chiffrer devient un masque jetable et il a été prouvé mathématiquement qu'un message ainsi chiffré est impossible à déchiffrer sans la clé.
Pour déchiffrer le message en connaissant la clé, on fait l'opération inverse.
Voici un second exemple de chiffrement où la clé est 1734 : le mot chiffredegronsfeld donne doljgyhhfnusoziimk.
Une variante allemande consiste à chiffrer le message en remplaçant chaque caractère par le caractère se trouvant un nombre de positions avant (plutôt qu'après) dans l'alphabet, c'est-à-dire que B décalé d'une position donne A.

## Cryptanalyse
La science de la cryptanalyse est l'utilisation des techniques connues et la recherche de nouvelles techniques pour déchiffrer un message codé alors que l'on n'en connaît ni la clé ni le message clair. Pour casser un chiffre de Gronsfeld, il suffit d'utiliser la même méthode que pour casser un chiffre de Vigenère (voir l'article Cryptanalyse du chiffre de Vigenère). Cette méthode est très efficace et peut être programmée avec un langage de script comme Python.